# Сан-Рамон (водопад)
Сан-Рамон (исп. Cascada San Ramon) — водопад в Панаме.
Расположен в округе Бокете провинции Чирики, в 9 километрах от города Бокете (исп. Bajo Boquete), на реке Кебрада-Сан-Рамон (исп. Quebrada San Ramon), протекающей рядом с кольцевой трассой Авенида-Сентраль (исп. Avenida Central).
Высота водопада — 50 метров.